# فاسيليوس بوزاس
فاسيليوس بوزاس (باليونانية: Βασίλης Μπούζας)‏ (30 يونيو 1993 بأثينا في اليونان - ) هو لاعب كرة قدم يوناني في مركز الوسط. شارك مع منتخب اليونان تحت 19 سنة لكرة القدم. أما مع النوادي، فقد لعب مع نادي بانيونيوس.

## وصلات خارجية
- فاسيليوس بوزاس على موقع الاتحاد الأوربي (الإنجليزية)
- فاسيليوس بوزاس على موقع قاعدة بيانات كرة القدم.إي يو (الإنجليزية)
- فاسيليوس بوزاس على موقع Soccerway.com (الإنجليزية)